# Xenogears
Xenogears (jap. ゼノギアス, Zenogiasu) ist ein Rollenspiel für die Sony PlayStation. Es wurde von Square im Februar 1998 in Japan und im Oktober 1998 in den USA veröffentlicht.
Die Geschichte von Xenogears dreht sich um Fei Fong Wong, einem jungen Mann ohne Erinnerungen an seine Kindheit. Dieser wird plötzlich in einen Konflikt verwickelt, der die Zukunft der ganzen Welt entscheidend verändern könnte. Die Geschichte wird sehr detailliert erzählt und beinhaltet Referenzen zu historischen Ereignissen, die sich über mehrere tausend Jahre erstrecken.
In Xenogears wird sowohl 2D- als auch 3D-Grafik angewendet: Charaktere werden mit traditionellen 2D-Sprites porträtiert, während die „Gears“ (die Mecha von Xenogears) und die Hintergründe in 3D dargestellt werden. Zur Präsentation des Spiels werden viele japanisch angehauchte Szenen im Anime-Look verwendet sowie andere vorgerenderte Videos. Die Firma Square wurde schließlich berühmt für diese qualitativ hochwertigen Videos in ihren Produkten, vor allem während der Ära der PlayStation.
Die Musik wurde von Yasunori Mitsuda komponiert und arrangiert. Die musikalische Untermalung wurde als einer der stärksten Punkte in der Präsentation angesehen. Neben der offiziellen Musik von Mitsuda wurden zwei weitere Soundtracks veröffentlicht: Xenogears: Creid und Xenogears Light (ein von Fans arrangiertes Album).
Es gibt vielfältige Merchandiseprodukte rund um Xenogears, sowohl von der Herstellerfirma als auch von anderen Herstellern. Das beliebteste darunter ist ein detailreiches Buch über Xenogears namens Perfect Works. Perfect Works erklärt die Geschichte und die Hintergründe des Spiels sowie auch der Zeit vor Xenogears, die im Spiel selbst nicht erzählt werden, jedoch die Basis für das Spiel bilden. Außerdem gibt es ein Artbook namens Thousands of Daggers, das eine Art Libretto zur Handlung von Xenogears darstellt. Es enthält fast alle im Spiel vorkommenden Texte.
Als die Arbeiten an dem Spiel begannen, wurde ein Anime namens Neon Genesis Evangelion produziert. Sowohl Xenogears als auch Neon Genesis Evangelion beinhalten reichlich Referenzen zur jüdisch-christlichen Theologie. Beide stehen in Verbindung mit der Arbeit von Nietzsche, speziell im Kampf zwischen Gut und Böse, der Selbsterkennung (Es, Ich, Über-Ich) und der Balance von Kraft.
Ein beständiges Gerücht ist, dass die Veröffentlichung von Xenogears in den Vereinigten Staaten wegen seines religiösen Bezugs verzögert wurde, es gibt dafür jedoch keinen stichhaltigen Beweis. Im Spiel entwickelt sich die Geschichte dahingehend, dass Religion dazu benutzt wird, die Massen der Leute unter Kontrolle zu bringen. Dies geschieht durch die „Ethos“, eine Organisation, die offiziell versucht, Kultur und Technik der Welt von Xenogears zu bewahren. Die Ethos jedoch predigen keinen Gott, sondern versuchen, Darwins Evolutionstheorie durchzusetzen. Dies jedoch dient noch einem ganz anderen Zweck, nämlich dem, die Wahrheit zu verschleiern: Die Menschen der Welt von Xenogears wandeln erst seit 10000 Jahren auf dem Planeten. Die Geschichte behandelt religiöse Mythologie unter einem sehr wissenschaftlichen Gesichtspunkt; dies hätte ein Grund für die angebliche Verzögerung in den USA sein können.
Xenogears ist die fünfte Episode in einer Reihe, die auf sechs Teile ausgelegt ist. Monolith Soft hat eine Serie von Rollenspielen namens Xenosaga produziert, die eine Neuinterpretation der Geschichte von Xenogears sind. Xenosaga wird aber von Namco vertrieben und nicht mehr von Square Enix. Diese Spiele erzählen eine veränderte Version der nie veröffentlichten Episode I von Xenogears und verwenden zudem Diagramme und Mechaniken, die im Buch Perfect Works dargestellt werden.
In Xenosaga gibt es wieder einen starken Bezug zu religiösen Themen und eine Analyse zwischen Gut und Böse. Dies beweisen auch die deutschen Untertitel von Werken Friedrich Nietzsches, die auch in Japan und den USA im Original dargestellt werden. 
Die Xenosaga-Reihe wurde wegen mangelhaften Erfolgs nach dem dritten Teil abgebrochen.